# Gugalnica (Fragonard)
Gugalnica (francosko: L'Escarpolette), znana tudi kot Les Hasards heureux de l'escarpolette (izvirni naslov), je oljna slika iz 18. stoletja Jean-Honoréja Fragonarda v galeriji Wallace Collection v Londonu. Velja za eno mojstrovino obdobja rokokoja in je Fragonardovo najbolj znano delo. 

## Slika
Slika prikazuje elegantno mlado žensko na gugalnici. Nasmejan mladenič, ki se skriva v grmovju na levi strani, jo opazuje s točke, ki mu omogoča, da pogleda navzgor v njeno plahutajočo obleko, z roko s klobukom usmerjeno proti njej. Nasmejan starejši moški, ki je skoraj skrit v senci na desni, poganja gugalnico s parom vrvi. Zdi se, da se starejši moški ne zaveda situacije. Ko mlada ženska zaniha visoko, vrže levo nogo navzgor in tako omogoči, da njen droben čevelj zleti po zraku. Gospa nosi klobuk bergère (slamnik). Na sliki sta še dva kipa; putto na levi, ki od zgoraj s strani opazuje mladeniča s prstom pred ustnicami v znaku tišine, drugi par puttov, ki gledata poleg starejšega moškega, na desni. V spodnjem desnem kotu je videti majhnega psa, ki laja pred starejšim moškim. Po spominih dramatika Charlesa Colléja  je dvorjan (homme de la cour)  najprej zaprosil Gabriela Françoisa Doyena, da naredi to sliko njega in njegove ljubice. Ni bil zadovoljen s tem lahkomiselnim delom, zato ga Doyen zavrne in naročilo posreduje Fragonardu. Moški je zahteval portret svoje ljubice, ki sedi na gugalnici, ki jo potiska škof, toda Fragonard je naslikal laika.
Ta slog "lahkotnega" slikanja je kmalu postal tarča filozofov razsvetljenstva, ki so zahtevali resnejšo umetnost, ki bi pokazala plemenitost človeka. 

## Lastništvo
Prvotni lastnik ostaja nejasen. Trdno poreklo se začne šele pri davčnem kmetu M.-F. Ménage de Pressigny, ki je umrl leta 1794, potem pa jo je zasegla revolucionarna vlada. Pozneje je bila morda v lasti markiza Razins de Saint-Marca in gotovo duc de Mornyja. Po njegovi smrti leta 1865 jo je lord Hertford, glavni ustanovitelj zbirke Wallace, kupil na dražbi v Parizu.

## Znamenite kopije
Obstajata dve pomembni kopiji, niti ne Fragonardovi.
- En izvod, ki je bil nekoč last Edmonda Jamesa de Rothschilda [6], prikazuje žensko v modri obleki.[7]
- Druga je manjša različica (56 × 46 cm), ki jo ima v lasti vojvoda Jules de Polignac. Ta slika je postala last družine Grimaldi leta 1930, ko se je Pierre de Polignac (1895-1964) poročil s princeso Charlotte, vojvodinjo Valentinoiško (1898-1977). Leta 1966 jo je zbirka Grimaldi & Labeyrie dala mestu Versailles, kjer je trenutno razstavljena v Musée Lambinet, in je bila pripisana Fragonardovi delavnici. [8]

## Izvedena dela
- 1782: Les Hazards Heureux de l'Escarpolettes, jedkanica in gravura Nicolasa de Launayja (1739–1792), 62,3 × 45,5 cm. V nasprotju s prvotno sliko je gospa obrnjena desno in ima na klobuku pero (med drugimi neskladnosti) sliki, ker je bila narisana po repliki v lasti Edmonda de Rothschilda.
- 1999: Prvo dejanje baleta Contact: The Musical, Susan Stroman in John Weidman, je opisano kot kontaktna improvizacija na sliko. [9]
- 2001: Gugalnica (po Fragonardu), brezglava poustvaritev Fragonardovega modela, oblečenega v afriško tkanino, avtorice Yinka Shonibare[10]
- 2013: Animirani Disneyjev film Frozen prikazuje različico The Swing v prizoru, ko glavna junakinja Anna pleše po umetniški galeriji in poje For the First Time in Forever[11].